# Xã Pine Creek, Quận Ozark, Missouri
Xã Pine Creek (tiếng Anh: Pine Creek Township) là một xã thuộc quận Ozark, tiểu bang Missouri, Hoa Kỳ. Năm 2010, dân số của xã này là 439 người.